# Valeria Straneo

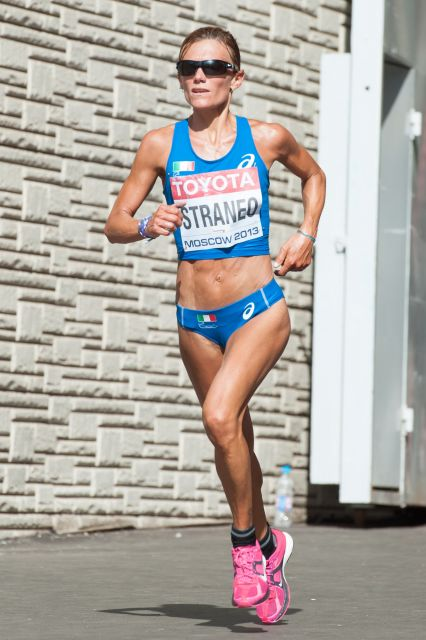
Valeria Straneo bei den Weltmeisterschaften 2013

Valeria Straneo (* 5. April 1976 in Alessandria) ist eine italienische Langstreckenläuferin. Sie hält den italienischen Rekord im Marathonlauf. 2013 gewann die zweifache Mutter die Goldmedaille im Halbmarathon bei den Mittelmeerspielen und die Silbermedaille im Marathon bei den Weltmeisterschaften.
Bei den Leichtathletik-Europameisterschaften 2014 in Zürich gewann sie die Silbermedaille im Marathon in 2:25:27 h.

## Landesrekorde
- Halbmarathon: 1:07:46 h (Ostia, Italien, 26. Februar 2012)
- Marathon: 2:23:44 h (Rotterdam, Niederlande, 15. April 2012)

## Erfolge
| Jahr | Veranstaltung                        | Ort                    | Ergebnis | Wettbewerb      | Zeit      |
| ---- | ------------------------------------ | ---------------------- | -------- | --------------- | --------- |
| 2011 | Crosslauf-Europameisterschaften      | Velenje, Slowenien     | 10.      | Querfeldeinlauf | 26:42 min |
| 2012 | Olympische Spiele                    | London, Großbritannien | 8.       | Marathon        | 2:25:27 h |
| 2013 | Mittelmeerspiele                     | Mersin, Türkei         | 1.       | Halbmarathon    | 1:11:00 h |
| 2013 | Leichtathletik-Weltmeisterschaften   | Moskau, Russland       | 2.       | Marathon        | 2:25:58 h |
| 2014 | Halbmarathon-Weltmeisterschaften     | Kopenhagen, Dänemark   | 8.       | Halbmarathon    | 1:08:55 h |
| 2014 | Leichtathletik-Europameisterschaften | Zürich, Schweiz        | 2.       | Marathon        | 2:25:27 h |